# 2006 QV89
2006 QV89 è un asteroide Apollo di circa 30 metri di diametro. Venne scoperto il 29 agosto 2006, quando era lontano 0,03 UA (4 500 000 km ca.) dalla Terra e aveva un'elongazione di 150 gradi. Quando fece ritorno il 14 luglio 2019, causa la scarsità dei dati dovuti al breve arco di osservazione di dieci giorni del 2006, fu inizialmente classificato nel Sentry Risk Table fino l'11 agosto 2019 tra gli asteroidi a possibile collisione con la Terra.